# SS국가의사
SS국가의사(독일어: Reichsarzt-SS 라이히스아르츠트-슈츠슈타펠[*])은 나치 친위대의 직책 중 하나로 SS국가지도자 하인리히 힘러의 지휘를 받았다. 
초대 SS국가의사로는 1935년 에른스트 로버트 그라비츠 (Ernst-Robert Grawitz)가 힘러에 의해 임명되었고, 그는 이로서 나치 친위대의 의료 부문 수장이 되었다. 그라비츠는 초반부터 1931년 설립되어 빠른 속도로 확장된 친위대 위생부 (SS-Sanitätsamt)를 대표하다가 1936년에 이르러 이 조직을 넘겨받았다. 친위대는 나치 강제 수용소를 통제했으므로 그라비츠는 친위대 의사들과 강제수용소의 보건의료 관련 책임자이기도 했다. 그의 밑으로는 엔노 롤링 (Enno Lolling)이 부서장으로 있는 친위대 제3부 (Amt III)가 있었다. 강제수용소들은 친위대 경제행정본부장 오스발트 폴 (Oswald Pohl)이 관할했다.

## SS국가지도자와 SS국가의사의 공조
1943년, 그라비츠는 힘러에게 8명의 강제수용소 수용자들을 간염 실험을 위해 자신에게 할당해줄 것을 부탁했고, 힘러는 이에 서면으로 답변하면서 8명의 아우슈비츠 유태인 수용자들을 내어주었다. SS국가의사는 여러 나치 연구소들에서 일하는 의료인들이 많이 찾는 결정권자 중 하나였고, 강제수용소 수용자들을 생체 실험용으로 의뢰했다. 힘러는 그로 하여금 실험을 조정·연계하는 업무를 맡기고, 이에 대한 보고를 주기적으로 받았으며, 가스실을 활용해 수용자들을 죽이는 것 역시 서로 같이 상의했다.
SS국가의사 직속으로 업무를 담당하던 이들은 다음과 같다.
- 카를 게프하르트 (Karl Gebhardt), SS국가의사 소속 최고위 임상 의사이자 하인리히 힘러의 주치의
- 요아힘 므루고프스키 (Joachim Mrugowsky), SS국가의사 소속 최고위 위생학자
- 헬무트 포펜디크 (Helmut Poppendick), SS국가의사 비서실장
- 페르디난트 베르닝 (Ferdinand Berning), SS국가의사 전속부관

## 같이 보기
- 무장친위대 계급 및 표장
- 독일유산학술협회
- 국가연구평의회: 국가연구평의회의 유전·종족 부서 담당자가 쿠르트 블로메 (Kurt Blome)